# Asha Bhosle
Asha Bhosle (Goar, 8 de setembro de 1933), nascida Asha Mangeshkar, é uma cantora de playback indiana, empresária, atriz e personalidade de televisão que trabalha predominantemente no cinema indiano. Conhecida por sua versatilidade, ela tem sido descrita na mídia como uma das maiores e mais influentes cantoras do cinema hindi. Em sua carreira de mais de oito décadas, ela gravou músicas para filmes e álbuns em vários idiomas indianos e recebeu vários prêmios, incluindo dois National Film Awards, quatro BFJA Awards, dezoito Maharashtra State Film Awards, nove Filmfare Awards, incluindo um Lifetime Achievement Award e um recorde. sete Filmfare Awards de Melhor Cantora de Reprodução Feminina, além de duas indicações ao Grammy. Em 2000, ela foi homenageada com o Prêmio Dadasaheb Phalke, o maior prêmio da Índia na área de cinema. Em 2008, ela foi homenageada pelo Governo da Índia com o Padma Vibhushan, a segunda maior honraria civil do país. Em 2011, o Guinness Book of World Records reconheceu Asha Bhosle como o artista com mais gravações na história da música.
Asha Bhosle é irmã da cantora de playback Lata Mangeshkar e pertence à proeminente família Mangeshkar. Famosa por seu alcance de voz soprano e muitas vezes creditada por sua versatilidade, o trabalho de Asha inclui música para cinema, pop, ghazals, bhajans, música clássica indiana tradicional, canções folclóricas, qawwalis e Rabindra Sangeet. Além de cantar em hindi, ela também tem canções em mais de 20 línguas indianas e estrangeiras. Em 2013, estreou como atriz no filme Mai, e recebeu elogios da crítica por sua atuação. Em 2006, Asha Bhosle afirmou que já gravou mais de doze mil músicas em sua carreira. um número repetido por várias outras fontes.

## Juventude e carreira
Asha Mangeshkar nasceu no pequeno vilarejo de Goar, em Sangli, então no estado principesco de Sangli (agora em Maharashtra), na família musical de Deenanath Mangeshkar, que era Marathi e Konkani, e sua esposa Gujarati, Shevanti. Deenanath foi um ator e cantor clássico no palco Marathi Musical. Quando Asha tinha nove anos, seu pai morreu. A família mudou-se de Pune para Kolhapur e depois para Mumbai. Ela e sua irmã mais velha, Lata Mangeshkar, começaram a cantar e atuar em filmes para sustentar a família. Ela cantou sua primeira canção de filme '"Chala Chala Nav Bala" para o filme Marathi Majha Bal (1943). A música do filme foi composta por Datta Davjekar. Ela fez sua estreia no cinema hindi quando cantou a música "Saawan Aaya" para Chunariya de Hansraj Behl (1948). Sua primeira música solo em um filme hindi foi para o filme Raat Ki Raani (1949).
Aos 16 anos, ela fugiu com Ganpatrao Bhosle, de 31 anos, casando-se com ele contra a vontade de sua família.

## Carreira
No início da década de 1960, cantoras de playback proeminentes como Geeta Dutt, Shamshad Begum e Lata Mangeshkar dominaram o canto do protagonista feminino e dos grandes filmes. Asha costumava receber as tarefas que eles recusavam, cantando para as garotas más e vampiros, ou músicas em filmes de baixo orçamento. Na década de 1950, ela cantou mais músicas do que a maioria dos cantores de playback em filmes hindi. A maioria deles eram filmes de baixo orçamento de grau B ou C. Suas primeiras canções foram compostas por AR Qureshi, Sajjad Hussain e Ghulam Mohammed, e a maioria dessas canções não teve um bom desempenho. Cantando em Sangdil (1952), composta por Sajjad Hussain, obteve razoável reconhecimento. Consequentemente, o diretor de cinema Bimal Roy deu-lhe a chance de cantar em Parineeta (1953). Raj Kapoor a contratou para cantar "Nanhe Munne Bachche" com Mohammed Rafi, em Boot Polish (1954), que ganhou popularidade.
OP Nayyar deu uma folga a Asha no CID (1956). Ela alcançou sucesso pela primeira vez em Naya Daur de BR Chopra (1957), composta por ele. Seus duetos com Rafi como "Maang Ke Saath Tumhara", "Saathi Haath Badhana" e "Uden Jab Jab Zulfein Teri", escritos por Sahir Ludhianvi, lhe renderam reconhecimento. Foi a primeira vez que ela cantou todas as músicas da atriz principal de um filme. Chopra a abordou para várias de suas produções posteriores, incluindo Gumrah (1963), Waqt (1965), Hamraaz (1967), Aadmi Aur Insaan(1966) e Dhund (1973). A futura colaboração de Nayyar com Asha Bhosle também resultou em sucesso. Gradualmente, ela estabeleceu seu status e recebeu o patrocínio de compositores como Sachin Dev Burman e Ravi. Asha Bhosle e Nayyar tiveram uma separação profissional e pessoal na década de 1970.
Em 1966, as atuações de Asha Bhosle nos duetos de uma das primeiras trilhas sonoras do diretor musical RD Burman, para o filme Teesri Manzil, ganharam aclamação popular. Alegadamente, quando ouviu pela primeira vez o número de dança "Aaja Aaja", ela sentiu que não seria capaz de cantar essa música ocidentalizada. Embora Burman tenha se oferecido para mudar a música, ela recusou, encarando isso como um desafio. Ela completou a música após dez dias de ensaios, e "Aaja Aaja", junto com outras canções como "O Haseena Zulfonwali" e "O Mere Sona Re" (todos os três duetos com Rafi), fizeram sucesso. Shammi Kapoor, o ator principal do filme, foi citado uma vez como tendo dito: "Se eu não tivesse Mohammad Rafi para cantar para mim, teria chamado Asha Bhosle para fazer o trabalho". A colaboração de Asha Bhosle com Burman resultou em vários sucessos e um casamento. Durante os anos 1960-70, ela foi a voz da atriz e dançarina de cinema Hind, Helen, em quem "O Haseena Zulfon Wali" foi retratado. Diz-se que Helen comparecia às sessões de gravação para poder entender melhor a música e planejar os passos de dança de acordo.
Na década de 1980, Asha Bhosle, embora altamente considerada por suas habilidades e versatilidade, às vezes era estereotipada como "cantora de cabaré" e "cantora pop". Em 1981, ela tentou um gênero diferente cantando vários ghazals para a atriz Rekha em Umrao Jaan, incluindo "Dil Cheez Kya Hai", "In Aankhon Ki Masti Ke", "Yeh Kya Jagah Hai Doston" e "Justuju Jiski Thi". O diretor musical do filme, Khayyam, baixou o tom em meia nota. A própria Asha Bhosle expressou surpresa por poder cantar de forma tão diferente. Os ghazals lhe renderam o primeiro Prêmio Nacional de Cinema de sua carreira. Alguns anos depois, ela ganhou outro Prêmio Nacional pela música "Mera Kuchh Saamaan" de Ijaazat (1987).
Em 1995, Asha Bhosle, de 62 anos, cantou para a atriz Urmila Matondkar, no filme Rangeela. A trilha sonora trazia músicas como "Tanha Tanha" e "Rangeela Re", cantadas por ela e compostas pelo diretor musical AR Rahman, que viria a gravar diversas músicas com ela. Durante a década de 2000, vários números de Asha Bhosle se tornaram sucessos de bilheteria, incluindo "Radha Kaise Na Jale" de Lagaan (2001), "Kambakht Ishq" de Pyaar Tune Kya Kiya (2001), "Yeh Lamha" de Filhaal (2002) e "Lucky Lips " de Sortudo (2005). Em outubro de 2004, The Very Best of Asha Bhosle, The Queen of Bollywood, uma compilação de músicas gravadas por Asha Bhosle para álbuns e filmes em hindi lançados entre 1966 e 2003, foi lançado.
Em 2013, Asha Bhosle estreou no filme Mai no papel-título, aos 79 anos. Ela interpretou o papel de uma mãe de 65 anos que sofre do mal de Alzheimer e é abandonada pelos filhos; e recebeu críticas positivas por sua atuação.
Em maio de 2020, Asha Bhosle lançou seu canal no YouTube chamado "Asha Bhosle Official".

## Parceria com diretores musicais

### OP Nayyar
A equipe de OP Nayyar e Asha Bhosle é mais lembrada por suas canções alegres e às vezes serenas. Alguns bons exemplos de seus números sensuais são "Aaiye Meherbaan" retratado em Madhubala (Howrah Bridge, 1958) e "Yeh Hai Reshmi Zulfon Ka Andhera", (Mere Sanam, 1965). "Aao Huzoor Tumko" (Kismat) e "Jaaiye Aap Kahan" (Mere Sanam) também eram populares. Eles também gravaram músicas para muitos filmes de sucesso como Tumsa Nahin Dekha (1957), Ek Musafir Ek Hasina (1962) e Kashmir Ki Kali (1964). OP Nayyar usou a dupla Asha Bhosle-Mohammad Rafi para seus duetos mais populares, como "Ude Jab Jab Zulfein Teri" (Naya Daur), "Main Pyaar Ka Rahi Hoon" (Ek Musafir Ek Haseena), "Deewana Hua Baadal" e "Ishaaron Ishaaron Mein" (Caxemira Ki Kali).
Eles se separaram em 5 de agosto de 1972. Não está claro o que os fez se separarem. Ao ser questionado sobre o motivo da separação, OP Nayyar disse certa vez: "Conheço astrologia muito bem. Sabia que um dia teria que me separar dela. Também aconteceu algo que me perturbou, então a deixei."
A separação de Asha Bhosle e OP Nayyar foi amarga e provavelmente por isso ela hesitou em dar a Nayyar o que lhe era devido. Ao falar sobre OP Nayyar em uma entrevista ao The Times of India, ela comentou certa vez: "Qualquer que seja o compositor que me deu trabalho, foi porque minha voz era adequada à sua música naquele momento. Nenhum músico me fez nenhum favor pedindo-me para cantar para ele."

### Khayyam
Outro diretor musical que logo reconheceu o talento de Asha foi Khayyam. A parceria remonta ao seu primeiro filme Biwi (1948). Khayyam deu-lhe algumas boas atribuições na década de 1950, incluindo Dard e Phir Subah Hogi. Porém, sua colaboração é lembrada principalmente pelas canções de Umrao Jaan.

### Ravi
O compositor musical Ravi considerava Asha uma de suas cantoras favoritas. Ela cantou em seu primeiro filme, Vachan (1955). A melodiosa canção de ninar deste filme, "Chanda Mama Door Ke", tornou-se um sucesso instantâneo entre as jovens mães na Índia. Ravi fez com que ela cantasse bhajans para os filmes Gharana, Grihasti, Kaajal e Phool Aur Patthar, numa época em que a maioria dos compositores se lembrava dela apenas quando precisavam gravar músicas de grau B retratadas nos vampiros ou nas heroínas secundárias. Ravi e Asha gravaram uma variedade de músicas, incluindo o popular dueto cômico com Kishore Kumar – "CA T...Gato. Gato Maane Billi" (Dilli Ka Thug). O bhajan "Tora Man Darpan" (Kaajal) alcançou grande popularidade.
Eles também gravaram músicas para muitos filmes populares como Waqt, Chaudhvin Ka Chand, Gumrah, Bahu Beti, China Town, Aadmi Aur Insaan, Dhund e Hamraaz. Para Chaudhvin Ka Chand, Ravi queria que Geeta Dutt (esposa do ator e produtor Guru Dutt) cantasse as músicas. Mas quando ela desistiu, Guru Dutt insistiu que Asha cantasse as músicas.

### Sachin Dev Burman
Sachin Dev Burman e Lata Mangeshkar não se deram bem de 1957 a 1962.  Durante este período, SD Burman usou Asha como sua voz feminina principal. Ela e Burman deram muitas canções em filmes como Kaala Pani, Kaala Bazaar, Insaan Jaag Utha, Lajwanti, Sujata e Teen Deviyaan (1965). Eles gravaram muitas músicas juntos depois de 1962 também.

### AR Rahman
AR Rahman é creditado pelo "retorno" de Asha com Rangeela (1994). Músicas como "Tanha Tanha" e "Rangeela Re" foram sucessos de bilheteria. Ela e Rahman gravaram mais sucessos como "Mujhe Rang De" (Thakshak), "Radha Kaise Na Jale" (Lagaan, dueto com Udit Narayan), "Kahin Aag Lage" (Taal), "O Bhanware" (Daud, dueto com KJ Yesudas), "Venilla Venilla" (Iruvar, 1999), "September Madham" (Alaipayuthey, 2000) e "Dhuan Dhuan" (Meenaxi, 2004).

### Outros compositores
Asha trabalhou com patronos Lata como Laxmikant – Pyarelal, Naushad Ali, Ravindra Jain, N. Dutta e Hemant Kumar. Quando Naushad foi solicitado a resumir a diferença essencial entre Lata e Asha, ele disse que Asha "carece de algo que Lata, e somente Lata tem". Mais tarde, ele afirmou em uma entrevista: "Talvez eu tenha dito isso porque estava de ouvido fechado para Asha".

## Música não-cinematográfica

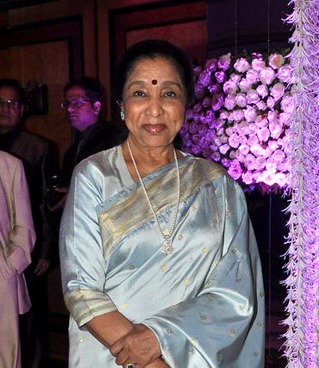
Asha Bhosle na recepção de casamento de Sunidhi Chauhan

### Álbuns privados
Em um feito raro, o famoso letrista Gulzar, o diretor musical RD Burman e Asha Bhosle se uniram em 1987 para criar um álbum duplo, intitulado Dil Padosi Hai, que foi lançado em 8 de setembro de 1987.
Em 2016, ela gravou o álbum "82" com o diretor musical Mandar Agashe que decorou seis ghazals de Suresh Bhat com seu toque musical de pop, reggae, blues e rock. O álbum recebeu o nome de sua idade no momento da gravação. Sobre o álbum "82", Asha Bhosle disse:
| “             | Tive uma longa associação com Suresh Bhat e tenho muitas lembranças dele. Com este álbum, vou reviver essas memórias. Não preciso dizer o quão poderosas suas palavras eram e, com o álbum, esse poder pode ser experimentado novamente. O Sr. Bhat sempre quis gravar esses ghazals nos gêneros pop e rock e é bom vê-lo realizando esse desejo. Eu só queria que o Sr. Bhat estivesse entre nós hoje. | ” |
| — Asha Bhosle | |   |

Em 2020, durante a pandemia de COVID-19 e o bloqueio em todo o país, Asha Bhosle, juntamente com muitos artistas famosos como SP Balasubrahmanyam, Udit Narayan, Kailash Kher, Usha Uthup, Shaan, Alka Yagnik, Sonu Nigam e outros 200 artistas da Índia, fizeram uma música chamada 'Jayatu Jayatu Bharatam' para unir o país durante a pandemia.

### Concertos e colaborações com artistas estrangeiros
No início da década de 1990, Asha cantou com Boy George ("Bow Down Mister") e Stephen Lauscombe. Em 1997, ela cantou uma canção de amor com a boy band Code Red, aos 64 anos. Ela também gravou a música "The Way you Dream" (One Giant Leap), com Michael Stipe, que foi usada no filme inglês Bulletproof Monk. A música também foi lançada no álbum 1 Giant Leap de 2002.

## Carreira bengali
Asha Bhosle cantou sua primeira música bengali em 1958, sob a bandeira da HMV. As músicas foram duetos com Binod Chattopadhyay e compostas por Manna Dey. No ano seguinte, ela gravou suas primeiras "Pooja Songs" do HMV com música arranjada por Dey novamente. Ela cantou muitas canções pooja em bengali. Rahul converteu algumas faixas de hindi para bengali, como "Gunjone Dole Je Bhramar" (feita de Gunguna Rahe Hain Bawre em Aradhana), "Chokhe Name Bristi" (de Jane Kya Baat Hai), "Gungun Gunje" (de Pyaar Deewana Hota Hain). Em meados da década de 1970, ela cantava frequentemente canções bengalis afinadas por Sudhin Dasgupta, Nachiketa Ghosh rtc. Em 1975, cantou o dueto "Sara Pyaar Tumhara" com Kishore Kumar no Anand Ashram e "Amar Swapno Tumi" na versão bengali com o mesmo título. Na década de 1970, ela cantou muitas músicas em filmes como Chhadmabeshi, Bandi, Mouchak, Anand Ashram etc. Em 1980, ela cantou o Bhajan "Kunjo Bihari He Giridhari" em Mayer Ashirbad . Em 1981, cantou o dueto "Adho Alo Chhayate" com Kishore em Kalankini Kankanati. Em 1982, ela cantou uma canção bengali Adhunik "Kotha Hoyechilo" em Troyee para Debasri Roy. Em 1986, o dueto com Kishore Kumar "Chiridini Tumi Je Amar", composto por Bappi Lahiri. Em 2014, ela criou o álbum "Pancham Tumi Kothay" em homenagem ao 75º aniversário de nascimento de seu marido Rahul Dev Burman. Neste álbum, ela cantou 8 músicas anteriormente compostas por Burman. Ela também cantou em um filme Parapar de 2014, aos 81 anos de idade.

## Carreira marata
Asha começou sua atuação como cantora de playback em Marathi, com o filme mitológico Gokulcha raja. Desde então, Asha Bhosle cantou milhares de canções de filmes Marathi, Bhavgeet (músicas não-cinematográficas). "Natya sangeet do Marathi Sangeet natak" do Mestre Deenanath Mangeshkar também foi gravado na voz de Asha Bhosle. Durante as décadas de 1950 e 1960, Asha e sua irmã Lata foram as principais cantoras de playback de filmes Marathi. Ela ganhou o prêmio de melhor cantora do governo de Maharashtra em 1962, pelo filme Marathi, Manini. Em 1963, o diretor musical Vasant Desai usou sua voz com Talat Mehmood, no filme Molkarin.
Asha também cantou muitas canções devocionais Marathi (abhang) com músicas compostas por Srinivas Khale.

## Vida pessoal
A casa de Asha está situada em Prabhukunj Apt, na área de Peddar Road, no sul de Mumbai, capital do estado de Maarastra, na Índia.
Asha, aos 16 anos, fugiu para se casar com seu secretário pessoal, Ganpatrao Bhosle, de 31 anos. Ao longo do casamento, seu marido e seus sogros a maltrataram e, depois de alguns anos, quando ela estava grávida de seu terceiro filho, foi expulsa com seus dois filhos e encontrou abrigo na casa de sua mãe. Eles se separaram em 1960.
O mais velho de seus três filhos, Hemant Bhosle (em homenagem a Hemant Kumar), passou a maior parte de seus primeiros anos como piloto e desistiu para ter uma breve carreira como diretor musical. As composições mais conhecidas de Hemant Bhosle foram os duetos Kishore-Asha como "Aji Kaho Kya Haal Hai" de Anpadh retratado em Vijendra Ghatke; e "Sarika" e "Salamat Raho Tum" do mesmo filme "Anpadh" retratado em Ashok Kumar e Sarika. Hemant morreu de câncer em 2015. A filha de Bhosle, Varsha, cometeu suicídio em 8 de outubro de 2012; ela tinha 56 anos e trabalhava como colunista do The Sunday Observer e do Rediff.
O filho mais novo de Asha, Anand Bhosle, estudou administração e direção de cinema. Ele gerencia a carreira de Asha. Seu neto, Chaitanya (Chintu) Bhosle (filho de Hemant) faz parte do mundo da música. Ele é membro da primeira e única boy band da Índia, "A Band of Boys". Suas irmãs Lata e Usha Mangeshkar são cantoras de playback. Sua outra irmã, Meena Mangeshkar, e seu irmão Hridaynath Mangeshkar são diretores musicais. Sua neta Zanai Bhosle (filha de Anand Bhosle) administra a iAzure Apple Inc. Store em Mumbai. Zanai é uma cantora emergente e dançarina Kathak e cantou com Asha Bhosle.
Asha se casou com Rahul Dev Burman em 1980. Este foi o segundo casamento de Rahul e de Asha. Rahul, 6 anos mais novo que ela, se divorciara de Rita Patel, em 1971.
Asha é uma excelente cozinheira e cozinhar é seu hobby favorito. Ela costuma ser inundada com pedidos de celebridades do cinema hindu por pratos kadai ghosht e biryani e raramente recusa um pedido. Na verdade, seus curry paya, curry de peixe goês e dal são muito populares entre a família Kapoor de filmes hindus. Certa vez, quando questionada em uma entrevista ao The Times of India sobre o que aconteceria se sua carreira de cantora não tivesse decolado, ela disse: "Eu teria me tornado cozinheira. Teria cozinhado em quatro casas e ganhado dinheiro". O amor pela culinária levou Asha a um restaurante de sucesso. Ela administra restaurantes em Dubai e no Kuwait, chamados Asha's, que oferecem cozinha tradicional do noroeste da Índia. Ela treinou pessoalmente os chefs por quase seis meses. De acordo com um relatório de dezembro de 2004 na Menu Magazine, Russell Scott, ex-chefe da Harry Ramsden's (a rede de peixes e batatas fritas), garantiu os direitos da marca Asha no Reino Unido e planejou abrir até 40 restaurantes até 2010.

### Rivalidade com Lata Mangeshkar
A rivalidade entre irmãs de Asha e Lata Mangeshkar é frequentemente comentada, apesar de insistirem que se trata apenas de histórias. Quando crianças, elas eram muito próximas, inclusive, Lata carregava Asha o tempo todo. Elas eram tão inseparáveis que quando Lata ia para a escola ela levava Asha com ela. Um dia a professora protestou e disse que não podia ter duas alunas pagando a mesma mensalidade. Lata recusou-se a voltar para a escola sem Asha e abandonou os estudos.
Lata considerou irresponsável o ato de Asha de fugir com seu amante, deixando-a sozinha para cantar e sustentar a família. Isso gerou tensão entre elas. A própria Asha afirmou em uma entrevista: "Foi um casamento por amor e Lata didi ficou muito tempo sem falar comigo. Ela desaprovou a aliança." Ao mesmo tempo, o relacionamento delas era muito contraditório e houve períodos de não-comunicação.
Em seus primeiros dias na indústria da música, Asha sempre ficou em segundo plano em relação à irmã mais velha. Alguns dizem que Lata já criticou o relacionamento de Asha com OP Nayyar. Isso ampliou o conflito entre as duas irmãs e OP Nayyar também decidiu que nunca trabalharia com Lata. OP Nayyar uma vez revelou que "Asha e Lata, hospedadas em apartamentos opostos na Peddar Road de Bombay, compartilhavam uma empregada doméstica. A responsabilidade da referida empregada era vir e dizer à irmã mais nova que Lata tinha acabado de gravar algo maravilhoso para Asha perder o equilíbrio vocal. Sua fobia de Lata era tamanha que levei alguns meses para convencer Asha de que ela tinha uma voz individualista o suficiente para desenvolver um estilo de canto próprio. Asha disse uma vez que trabalhou durante anos para criar uma voz e um estilo diferente de Lata, para que ela pudesse criar seu próprio nicho e não ser banida para viver na sombra de sua irmã.
Asha e Lata também cantaram juntas. O primeiro dueto foi para o filme Daman (1951). Algumas de suas canções incluem "Man Bhawan Ke Ghar aye" (Chori Chori, 1956), "Sakhi ri sun bole papihaa us paar" (Miss Mary, 1957), "O chand jahaan woh jayein" (Sharada, 1957), "Mere Mehboob Mein Kya Nahi" (Mere Mehboob, 1963), "Unse Nazrein Mili" (Gazal, 1964), "Ai kash kisi deewane ko" (Aaye Din Bahar Ke, 1966), "Jabse Laagi Toose Najariya" (Shikar, 1968), "Main Haseena Nazneena Koi Mujhsa Nahi" (Baazi, 1968), "Main Chali Main Chali" (Padosan, 1968), "Chhap tilak sab" (Main Tulsi Tere Aangan Ki, 1978) e "Man kyun behka" (Utsav, 1984). Enquanto cantava, Lata segurava seu caderno com a mão direita, enquanto Asha segurava o seu com a esquerda. Isso significava que Lata estava com o rosto longe de Asha, tornando difícil para elas se "anteciparem".
O filme Saaz foi supostamente baseado na rivalidade de Lata e Asha. Asha disse sobre o filme: “Ter duas mulheres com longas tranças, pegar alguns incidentes e exagerá-los em um filme de 3 horas é uma grande perda de tempo.” 

## Prêmios

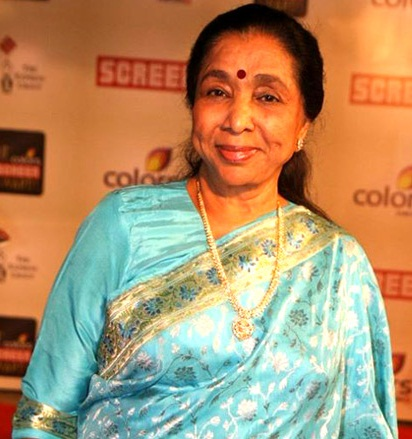
Asha Bhosle no 18º Prêmio Anual Colors Screen em 2012

### Grammy
Bhosle é um dos poucos artistas indianos indicado ao Grammy Awards.
- 1997: 39º Prêmio Grammy;[47]

- 2006: 48º Prêmio Grammy.[47]

### Outros prêmios
Asha ganhou vários outros prêmios, incluindo:
- 1987: Prêmio Nightingale Of Asia (da Indo – Pak Association, Reino Unido);[48]
- 1989: Prêmio Lata Mangeshkar (Governo de Madhya Pradesh);[48]
- 1997: Prêmio Screen Videocon (pelo álbum Jaanam Samajha Karo);[48]
- 1997: Prêmio MTV (pelo álbum Jaanam Samajha Karo);[48]
- 1997: Prêmio Canal V (pelo álbum Jaanam Samjha Karo);[48]
- 1998: Prêmio Dayawati Modi;[49]
- 2003: Prêmio Swaralaya Yesudas por contribuições notáveis à música indiana;[48]
- 2004: Prêmio Lenda Viva da Federação da Câmara de Comércio e Indústria Indiana;[50]
- 2005: MTV Immies, Melhor Artista Pop Feminina para Aaj Jaane Ki Zid Na Karo;[51]
- 2005: Pessoas mais elegantes da música.[52]

### Honras e reconhecimentos
- 1997 - primeira cantora indiana a ser indicada ao Grammy Award, por Legacy, álbum com Ustad Ali Akbar Khan;[47]
- 2000 - Prêmio Dadasaheb Phalke, por sua notável contribuição ao cinema indiano;[48]
- 2021 - Maharashtra Bhushan pelo Governo de Maharashtra;[53]
- 2011 - Guinness Book of World Records de artista mais gravado na história da música (11.000 músicas solo, dueto e refrão e em mais de 20 línguas indianas desde 1947);[54]
- 2015 - BBC 100 mulheres mais inspiradoras do mundo;[55]
- 2020 - 20 principais ícones da música dos últimos 50 anos;[56][57]
- Homenageada com o Padma Vibhushan pelo Governo da Índia;[58]
- Recebeu doutorado honorário da Universidade de Amravati; da Universidade Nacional de Jodhpur em Literatura; da Universidade de Jalgaon em Literatura; e da Universidade de Salford em Artes.[59]